# Liste der Kulturdenkmale in Nasseböhla
In der Liste der Kulturdenkmale in Nasseböhla sind die Kulturdenkmale des Großenhainer Ortsteils Nasseböhla verzeichnet, die bis Dezember 2020 vom Landesamt für Denkmalpflege Sachsen erfasst wurden (ohne archäologische Kulturdenkmale). Die Anmerkungen sind zu beachten.
Diese Aufzählung ist eine Teilmenge der Liste der Kulturdenkmale in Großenhain.

## Nasseböhla
| Bild                                    | Bezeichnung                                       | Lage                     | Datierung                 | Beschreibung | ID       |
| --------------------------------------- | ------------------------------------------------- | ------------------------ | ------------------------- | --- | -------- |
| Direkt Bild zu diesem Denkmal hochladen | Transformatorenhäuschen                           | Am Löschteich 3 (Karte)  | 1. Hälfte 20. Jahrhundert | Zeugnis für die Elektrifizierung des Ortes, technikgeschichtlich von Bedeutung. Putzbau auf quadratischem Grundriss, Krüppelwalmdach-Dachschürze, Giebel verbrettert, turmartiger Aufbau mit Fenstern und Zeltdach. | 08958699 |
| Direkt Bild zu diesem Denkmal hochladen | Seitengebäude (Wohnstallhaus) eines Dreiseithofes | Elligaststraße 7 (Karte) | 2. Hälfte 19. Jahrhundert | Fachwerk-Wohnstallhaus, zeit- und landschaftstypischer Bau als Teil der alten Ortsstruktur, baugeschichtlich von Bedeutung. Erdgeschoss massiv, Bruchsteinmauerwerk, im Stallbereich Sandsteingewände, Obergeschoss Fachwerk, originale Fenster, Giebel massiv, Steingewände, im Stallbereich Satteldach, im Wohnbereich Krüppelwalmdach. | 08958697 |
| Direkt Bild zu diesem Denkmal hochladen | Wohnhaus eines Dreiseithofes                      | Elligaststraße 9 (Karte) | Mitte 19. Jahrhundert     | Fachwerk-Wohnhaus, Teil der alten Ortsstruktur und Zeugnis der bäuerlichen Wohn- und Lebensweise, baugeschichtlich von Bedeutung. Erdgeschoss massiv, Obergeschoss Fachwerk, Giebel massiv, Erdgeschoss durch Einbau größerer Fenster verändert, Satteldach mit Biberschwanzdeckung (neu) und Fledermausgaupen.                           | 08958698 |

## Tabellenlegende
- Bild: Bild des Kulturdenkmals, ggf. zusätzlich mit einem Link zu weiteren Fotos des Kulturdenkmals im Medienarchiv Wikimedia Commons. Wenn man auf das Kamerasymbol klickt, können Fotos zu Kulturdenkmalen aus dieser Liste hochgeladen werden:
- Bezeichnung: Denkmalgeschützte Objekte und ggf. Bauwerksname des Kulturdenkmals
- Lage: Straßenname und Hausnummer oder Flurstücknummer des Kulturdenkmals. Die Grundsortierung der Liste erfolgt nach dieser Adresse. Der Link (Karte) führt zu verschiedenen Kartendiensten mit der Position des Kulturdenkmals. Fehlt dieser Link, wurden die Koordinaten noch nicht eingetragen. Sind diese bekannt, können sie über ein Tool mit einer Kartenansicht einfach nachgetragen werden. In dieser Kartenansicht sind Kulturdenkmale ohne Koordinaten mit einem roten bzw. orangen Marker dargestellt und können durch Verschieben auf die richtige Position in der Karte mit Koordinaten versehen werden. Kulturdenkmale ohne Bild sind an einem blauen bzw. roten Marker erkennbar.
- Datierung: Baubeginn, Fertigstellung, Datum der Erstnennung oder grobe zeitliche Einordnung entsprechend des Eintrags in der sächsischen Denkmaldatenbank
- Beschreibung: Kurzcharakteristik des Kulturdenkmals entsprechend des Eintrags in der sächsischen Denkmaldatenbank, ggf. ergänzt durch die dort nur selten veröffentlichten Erfassungstexte oder zusätzliche Informationen
- ID: Vom Landesamt für Denkmalpflege Sachsen vergebene, das Kulturdenkmal eindeutig identifizierende Objekt-Nummer. Der Link führt zum PDF-Denkmaldokument des Landesamtes für Denkmalpflege Sachsen. Bei ehemaligen Kulturdenkmalen können die Objektnummern unbekannt sein und deshalb fehlen bzw. die Links von aus der Datenbank entfernten Objektnummern ins Leere führen. Ein ggf. vorhandenes Icon  führt zu den Angaben des Kulturdenkmals bei Wikidata.